# Simona Pauca
Simona Pauca (Azuga, Rumania, 19 de septiembre de 1969) es una gimnasta artística rumana, especialista en la prueba de la viga de equilibrio con la que ha logrado ser campeona olímpica en 1984.

## 1984
En los JJ. OO. de Los Ángeles ganó el oro por equipos, por delante de Estados Unidos y China, siendo sus compañeras: Laura Cutina, Cristina Elena Grigoraş, Simona Păucă, Ecaterina Szabo y Mihaela Stănuleţ. Además ganó el oro en la barra de equilibrio y el bronce en la general individual, tras la estadounidense Mary Lou Retton y su compatriota Ecaterina Szabo.